# Ivar Andreas Aasen

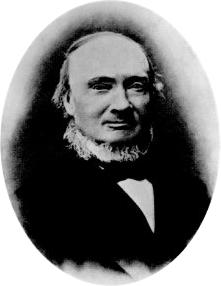
Ivar Aasen

Ivar Andreas Aasen (n. 5 august 1813 - d. 23 septembrie 1896) a fost un filolog, lexicograf, dramaturg și poet norvegian. A creat varianta Nynorsk a limbii norvegiene în mod artificial în secolul al XIX-lea ca o formă standard a acestei limbi diferită de limba daneză, combinând mai multe dialecte rurale conservatoare în raport cu nordica veche (vorbită de vikingi în Epoca vikingă din Evul Mediu Timpuriu) din sud-vestul Norvegiei, mai precis din Vestlandet, dar și din interiorul sud-estul Norvegiei, mai precis Østlandet, excepție fiind dialectele din orașe respectiv cele de coastă din zona strâmtorii Skagerrak, percepute de Aasen ca fiind prea asemănătoare danezei. Nynorsk a fost numită respectiv cunoscută inițial ca landsmål (până în 1929). Cealaltă formă standard a limbii norvegiene, cea predominantă astăzi, este Norsk Bokmål.

## Lucrări notabile
- „Gramatica dialectelor norvegiene”
- „Dicționar al dialectelor norvegiene”